# 罗希尔·范德魏登

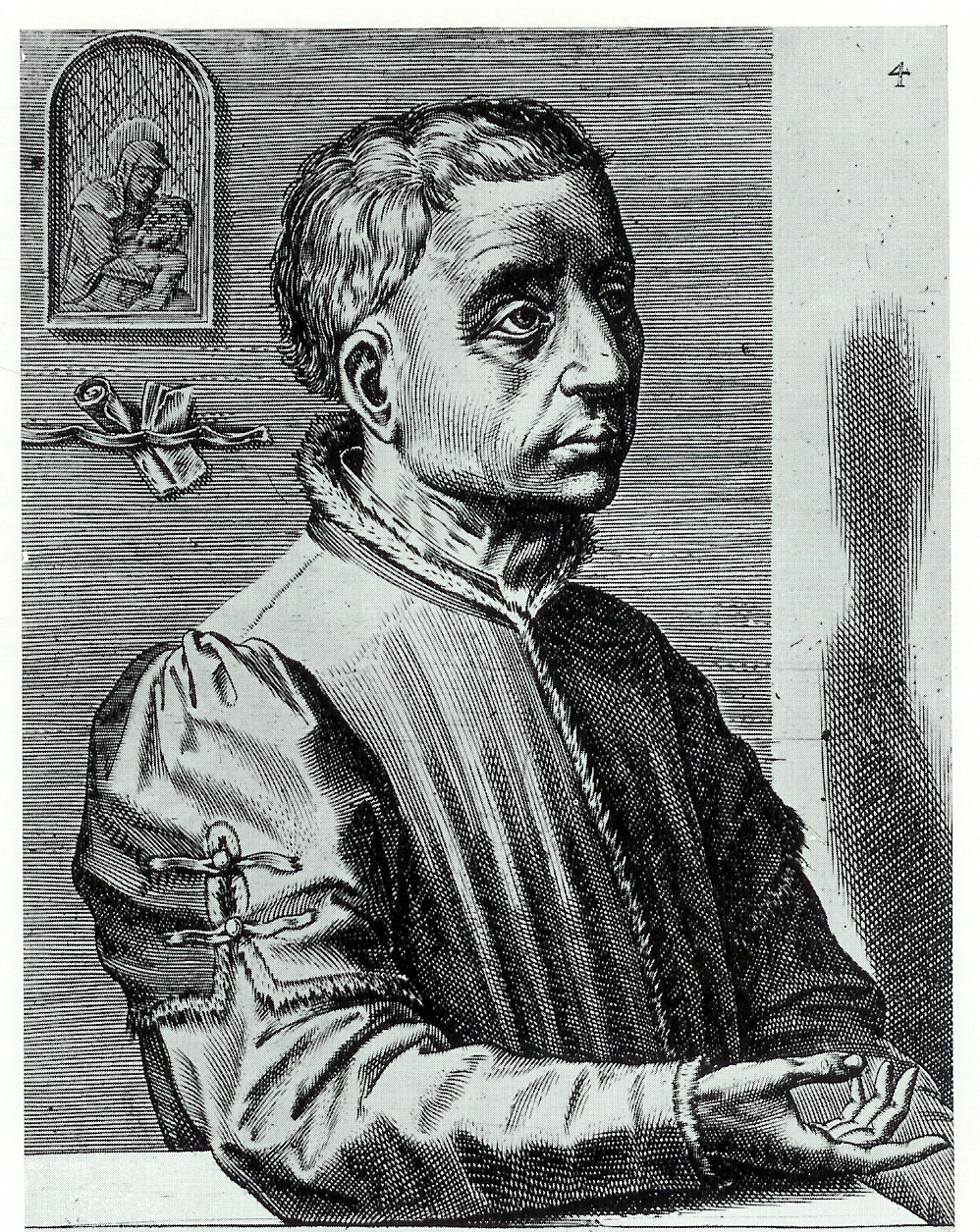
科內利斯·科特繪製的肖像，1572年

罗希尔·范德魏登（荷蘭語：Rogier van der Weyden，發音：[roːˈɣiːr vɑn dər ˈʋɛidə(n)]；约1399年或1400年—1464年6月18日），出生于今天的比利时图尔奈，是早期尼德兰画家，现存作品以宗教三联画、祭坛画、单人或双人肖像画为主。著名作品有《博纳祭坛》。
范德魏登的绘画生涯及其成功，在世期间便取得了国际声誉，他的画常被销往意大利和西班牙，也常受到尼德兰及外国王公贵族的委托，包括菲利普三世。至15世纪下半叶，范德魏登已经超越揚·范艾克成为更受欢迎的画家。但他的受欢迎程度仅持续到17世纪，审美的变化导致他在18世纪时几乎被彻底遗忘。他的声望在之后的两百年中渐渐被恢复；现在，他已与羅伯特·康平、扬·范艾克被列为早期弗拉芒三大艺术家之一，并被广泛肯定为最具影响力的15世纪北欧艺术家。